# Polyrhachis snellingi
Polyrhachis snellingi is een mierensoort uit de onderfamilie van de schubmieren (Formicinae). De wetenschappelijke naam van de soort is voor het eerst geldig gepubliceerd in 2007 door Kohout.